# I Want to Hold Your Hand
〈I Want to Hold Your Hand〉는 존 레논과 폴 매카트니가 쓴 비틀즈의 노래다. 1963년 10월에 녹음된 이 곡은 4트랙 녹음기를 사용하여 녹음한 첫 비틀즈 노래다.
영국에서는 100만 장이 넘는 선행 주문을 받았고, 〈I Want to Hold Your Hand〉는 발매한 날인 1963년 11월 29일 영국 음반 차트에서 자신들의 이전 싱글 〈She Loves You〉에 막혀 정상에 오르지 못했다. 2주 후에야 〈She Loves You〉가 내려왔으며 〈I Want to Hold Your Hand〉는 5주 동안 1위를 유지, 총 21주 동안 영국 차트 50위에 머물렀다.
〈I Want to Hold Your Hand〉는 비틀즈가 미국에서 처음으로 1위를 차지하게 했고 1964년 1월 빌보드 핫 100에서는 45위를 차지하여 미국 음악 산업에 불어오는 브리티시 인베이전의 시작을 알렸다. 2월 1일까지 1위를 차지했고, 영국 차트와는 정반대로 〈She Loves You〉로 교체될 때까지 7주를 머물렀다. 미국 차트에서는 총 15주를 머물렀다. 〈I Want to Hold Your Hand〉는 전 세계에서 가장 많이 팔린 비틀즈의 싱글이 된다. 2013년 《빌보드》지는 빌보드 핫 100 역사상 큰 히트를 친 곡에서 44위로 선정했다.

## 배경과 작곡
캐피틀 레코드가 미국에 비틀즈 음반을 판매하는 것을 거부하고 있던 것이 거슬렸던 브라이언 엡스타인은 레논과 매카트니에게 미국 시장에 어필할 수 있는 곡을 써달라고 요청했다. 하지만, 조지 마틴은 이를 부인했다. 매카트니는 당시 런던 윔폴 거리 57번지에 이사하였고, 리처즈 박사와 마가렛 애셔의 집에서 하숙했다. 그들의 딸 제인 애셔는 이후 매카트니의 여자친구가 된다. 이곳은 매카트니의 집인 포틀린 거리의 집 다음으로 레논과 매카트니의 임시 작곡 본부가 된다. 마가렛 애셔는 지하층에 있는 "작고 상당히 답답한 음악방"에서 오보에를 가르쳤다. 레논과 매카트니는 여기에 피아노를 가져와 〈I Want to Hold Your Hand〉를 작곡했다.
1980년 9월 레논은 《플레이보이》지 인터뷰에서 이렇게 말했다. "우린 많은 곡을 함께 썼습니다. 1대 1로, 눈과 눈을 마주보며 말이에요. 〈I Want to Hold Your Hand〉가 그것이죠. 노래가 될 코드를 얻었을 때가 기억나군요. 저흰 제인 애셔의 집에 있었습니다. 아래층 지하 저장고에서 피아노를 연주하고 있었죠. 그리고 우린 'Oh you-u-u/ got that something...'이라고 말했고 폴은 코드를 튕겼죠, 전 돌아봐 그에게 '바로 그거야!'라고 말했어요. 그날 이후로 우린 그런 작곡에 완전히 익숙해졌습니다. 둘 다 서로의 코를 보며 연주를 하는 거죠." 1994년 매카트니도 레논의 〈I Want to Hold Your Hand〉 작곡 상황에 동의하며 이렇게 말했다. "'눈과 눈을 마주보며'가 굉장히 잘 설명하고 있습니다. 그게 우리가 정확히 하던 것이었어요. 〈I Want to Hold Your Hand〉는 공동 작곡 그 자체입니다. 우리의 첫 대히트이기도 했죠. 미국을 초토화시킬 그것 말입니다."

## 스튜디오 작업
비틀즈는 〈I Want to Hold Your Hand〉를 EMI 스튜디오의 제2 스튜디오에서 1963년 10월 17일 17테이크를 녹음해 제작했다. 노래와 싱글의 뒷면에 있는 〈This Boy〉는 4테이크 기술을 이용한 첫 번째 비틀즈 노래다. 두 곡 모두 같은날 녹음되었으며 둘 모두 완성을 위해 17테이크를 녹음해야 했다. 1963년 10월 21일 조지 마틴에 의해 모노와 스테레오 믹스가 완성되었다. EMI의 호주, 네덜란드 지부에서 출시할 컴필레이션 음반을 위해 더 나은 스테레오 믹스가 1965년 7월 8일 제작되었다. 이 음반은 1966년 11월 출시되었다.
〈I Want to Hold Your Hand〉는 이후 독일어로 녹음하게 된 비틀즈의 두 곡 중 하나다. 〈Komm, gib mir deine Hand〉는 〈She Loves You〉와 같이 "진 니콜라스(Jean Nicolas)"라는 필명 아래 룩셈부르크 음악가 카밀로 펠겐이 번역했다. EMI의 독일 지부 오데온은 독일어로 녹음하지 않는 이상 비틀즈 음반은 팔리지 않을 것이라고 판단했다. 이 아이디어를 몹시 싫어한 그들은 1964년 1월 27일 파리의 파테 마르코니 스튜디오에서 녹음할 예정이었던 독어 버전의 곡을 보이콧하기로 했다. 조지 마틴은 몇 시간이 되어도 비틀즈가 나타나지 않아 분노했고, 그들에게 시도라도 해 보라고 일갈했다. 2일 뒤에 비틀즈는 〈Komm, gib mir deine Hand〉를 녹음했다. 나중에 마틴은 그들의 말이 맞음을 인정했다. "그들이 옳았다. 사실 독일어로 녹음할 필요는 없었지만, 그들은 볼품없지 않았으며, 훌륭한 일을 해냈다."

## 참여 인원
- 존 레논 – 보컬, 리듬 기타, 박수
- 폴 매카트니 – 보컬, 베이스 기타, 박수
- 조지 해리슨 – 리드 기타, 박수
- 링고 스타 – 드럼, 박수

이언 맥도널드 제공

## 참고 문헌
- “I Want to Hold Your Hand: Shmoop Music Guide”. 《Shmoop》.
- “Acclaimed Music Top 6000 songs”. 《Acclaimed Music》. 2015년 8월 22일.
- The Beatles (2000). 《The Beatles Anthology》. London: Cassell & Co. ISBN 0-304-35605-0.
- “The Billboard Hot 100 All-Time Top Songs (40-31)”. 《Billboard》. 2008. 2008년 9월 13일에 원본 문서에서 보존된 문서. 2017년 2월 26일에 확인함.
- Covach, John (2005). 〈Form in Rock Music: A Primer〉.   Stein, Deborah. 《Engaging Music: Essays in Music Analysis》. New York: Oxford University Press. ISBN 0-19-517010-5.
- de Vries, Lloyd (2004년 1월 16일). “Beatles' 'Helping Hand' Shuns Fame: Fab Four Fan Want To Find Teen Who Helped Launched Beatlemania”. CBS News. 2009년 1월 20일에 원본 문서에서 보존된 문서. 2006년 9월 21일에 확인함.
- Gambaccini, Paul (1991). 《British Hit Singles》. London: Guinness Publishing. ISBN 0-85112-941-2.
- Gilliland, John (1969). “The British Are Coming! The British Are Coming!: The U.S.A. is invaded by a wave of long-haired English rockers” (audio). 《Pop Chronicles》. University of North Texas Libraries.
- Harrington, Richard (2004년 8월 16일). “The Beatles' Helping 'Hand'”. 《The Washington Post》. 2011년 10월 19일에 원본 문서에서 보존된 문서. 2017년 2월 26일에 확인함.
- Harry, Bill (1985). 《The Book of Beatle Lists》. Javelin. ISBN 0-7137-1521-9.
- Harry, Bill (2000). 《The Beatles Encyclopedia: Revised and Updated》. London: Virgin Publishing. ISBN 0-7535-0481-2.
- Lewisohn, Mark (1988). 《The Complete Beatles Recording Sessions》. London: Hamlyn. ISBN 0-600-55798-7.
- Lewisohn, Mark (1996). 《The Complete Beatles Chronicle》. London: Chancellor Press. ISBN 1-85152-975-6.
- MacDonald, Ian (1998). 《Revolution in the Head》. London: Pimlico. ISBN 0-7126-6697-4.
- Miles, Barry (1997). 《Paul McCartney: Many Years From Now》. London: Vintage. ISBN 0-7493-8658-4.
- “Mojo Lists Page 1”. Rocklist.net. 2007. 2012년 6월 29일에 원본 문서에서 보존된 문서. 2017년 2월 26일에 확인함.
- 《Mojo Special Limited Edition # M-04951》. 《Mojo》 (London: EMAP Metro Limited). 2002.
- “The RS 500 Greatest Songs of All Time”. 《Rolling Stone》. 2004년 12월 9일. 2008년 6월 22일에 원본 문서에서 보존된 문서. 2007년 2월 28일에 확인함.
- “The RS 100 Greatest Beatles Songs of All Time”. 《Rolling Stone》. August 2010. 2010년 12월 7일에 원본 문서에서 보존된 문서. 2010년 8월 30일에 확인함.
- Scaduto, Anthony (1973). 《Bob Dylan》. New York, NY: Signet Books. ASIN B000J68AZM.
- Segal, David (2005년 8월 3일). “The Rock Journalist at a High Point in Music History”. 《The Washington Post》.
- “Will We All Become Beatle Nuts?”. 《Ottawa Journal》. 1964년 2월 10일.
- “With The Beatles”. 《The Beatles Interview Database》. 2004. 2004년 9월 1일에 확인함.